# Герб Мегино-Кангаласского улуса
Герб муниципального образования « Ме́гино-Кангала́сский улу́с (район)» Республики Саха (Якутия) Российской Федерации.
Герб утверждён постановлением Улусного Собрания депутатов муниципального образования «Мегино-Кангаласский улус (район)» № ПУС-21-3 от 25 ноября 2004 года.
Герб внесён в Государственный геральдический регистр Российской Федерации под регистрационным номером № 1719.

## Описание герба
«В лазоревом поле над зелёной, завершённой серебром, горой о трёх возрастающих вправо вершинах — серебряный всадник с воздетой левой рукой, имеющий на перевязи батас (особого вида якутский меч), носимый рукоятью назад. Во главе семь серебряных дугообразно расположенных якутских алмазов (фигуры в виде поставленных на угол квадратов, каждый из которых расторгнут на шесть частей: накрест и наподобие двух сходящихся по сторонам стропил)».

## Описание символики герба
Центральная фигура герба — всадник на коне, запечатлённом в прыжке вперёд и вверх налево. Всадник олицетворяет образ легендарного национального героя Василия Манчары, уроженца Мегино-Кангаласской земли.
Внизу под всадником — стилизованное изображение горы с тремя вершинами. Общая композиция герба является художественно-графическим отображением известной среди якутов идиомы «Мэнэлэр хайа урдугэр», что в переводе означает «Мегинцы (мегино-кангалассцы) на горе, на высоте».
Основные цвета — серебро, лазурь и зелень.
Алмазы в особой стилизации, аналогичной их стилизации в Государственном гербе Республики Саха (Якутия), обозначают административно-территориальную принадлежность муниципального образования к Республике Саха (Якутия).
Автор герба — Константинова Анастасия Михайловна (с. Майя)